# Ricardo Mello
Ricardo Mello, né le 21 décembre 1980 à Campinas, est un joueur brésilien de tennis, professionnel entre 1999 et 2013.
Il a remporté le Tournoi de Delray Beach en 2004, ce qui reste son unique victoire en simple sur le circuit ATP. Début 2009, il a remporté le tournoi Challenger de São Paulo.

## Palmarès

### Titre en simple (1)
| No | Date       | Nom et lieu du tournoi                                      | Catégorie   | Dotation  | Surface    | Finaliste      | Score     |          |
| -- | ---------- | ----------------------------------------------------------- | ----------- | --------- | ---------- | -------------- | --------- | -------- |
| 1  | 13-09-2004 | Millennium International Tennis Championships, Delray Beach | Int' Series | 355 000 $ | Dur (ext.) | Vincent Spadea | 7-62, 6-3 | Parcours |

## Parcours dans les tournois duGrand Chelem

### En simple
| Année | Open d'Australie | Open d'Australie | Internationaux de France | Internationaux de France | Wimbledon       | Wimbledon   | US Open         | US Open       |
| ----- | ---------------- | ---------------- | ------------------------ | ------------------------ | --------------- | ----------- | --------------- | ------------- |
| 2004  | 1er tour (1/64)  | D. Nalbandian    | 1er tour (1/64)          | R. Sluiter               | —               | —           | 3e tour (1/16)  | T. Haas       |
| 2005  | 2e tour (1/32)   | G. Coria         | 1er tour (1/64)          | P. Wessels               | 1er tour (1/64) | D. Sherwood | 2e tour (1/32)  | T. Berdych    |
| 2006  | 1er tour (1/64)  | G. Müller        | —                        | —                        | —               | —           | —               | —             |
| 2007  | —                | —                | —                        | —                        | —               | —           | —               | —             |
| 2008  | —                | —                | —                        | —                        | —               | —           | —               | —             |
| 2009  | —                | —                | —                        | —                        | —               | —           | —               | —             |
| 2010  | —                | —                | 1er tour (1/64)          | M. Čilić                 | 1er tour (1/64) | T. Bellucci | 2e tour (1/32)  | J. C. Ferrero |
| 2011  | 1er tour (1/64)  | T. Bellucci      | 1er tour (1/64)          | M. Fish                  | 2e tour (1/32)  | M. Llodra   | 1er tour (1/64) | G. Simon      |
| 2012  | 2e tour (1/32)   | J.-W. Tsonga     | —                        | —                        | —               | —           | 1er tour (1/64) | G. Žemlja     |

N.B. : à droite du résultat se trouve le nom de l'ultime adversaire.

### En double
| Année | Open d'Australie       | Open d'Australie      | Internationaux de France    | Internationaux de France | Wimbledon                  | Wimbledon            | US Open | US Open |
| ----- | ---------------------- | --------------------- | --------------------------- | ------------------------ | -------------------------- | -------------------- | ------- | ------- |
| 2005  | 1er tour (1/32) A. Sá  | S. Huss P. Luczak     | 2e tour (1/16) A. Calatrava | M. Damm M. Hood          | 1er tour (1/32) J. Coetzee | R. Leach T. Parrott  | —       | —       |
| 2006  | —                      | —                     | —                           | —                        | —                          | —                    | —       | —       |
| 2007  | —                      | —                     | —                           | —                        | —                          | —                    | —       | —       |
| 2008  | —                      | —                     | —                           | —                        | —                          | —                    | —       | —       |
| 2009  | —                      | —                     | —                           | —                        | —                          | —                    | —       | —       |
| 2010  | —                      | —                     | —                           | —                        | —                          | —                    | —       | —       |
| 2011  | —                      | —                     | —                           | —                        | 1er tour (1/32) C. Berlocq | J. Delgado J. Marray | —       | —       |
| 2012  | 1/8 de finale J. Souza | R. Lindstedt H. Tecău | —                           | —                        | —                          | —                    | —       | —       |

N.B. : le nom du ou de la partenaire se trouve sous le résultat ; le nom des ultimes adversaires se trouve à droite.